# Juan José Campanella
Juan José Campanella (ur. 19 lipca 1959 w Buenos Aires) – argentyński reżyser, scenarzysta i producent filmowy i telewizyjny. Jedna z najważniejszych postaci współczesnej kinematografii argentyńskiej.
Jego film Syn panny młodej (2001) był nominowany do Oscara dla najlepszego filmu nieanglojęzycznego. Campanella zdobył statuetkę w tej kategorii za film Sekret jej oczu (2009). Obraz ten, który stał się przebojem na całym świecie, wyróżniono również m.in. Nagrodą Goya za najlepszy film hiszpańskojęzyczny. Również kolejny projekt reżyserski Campanelli, film Piłkarzyki rozrabiają (2013), otrzymał nagrodę Goya - tym razem za najlepszy film animowany.